# منجنیق

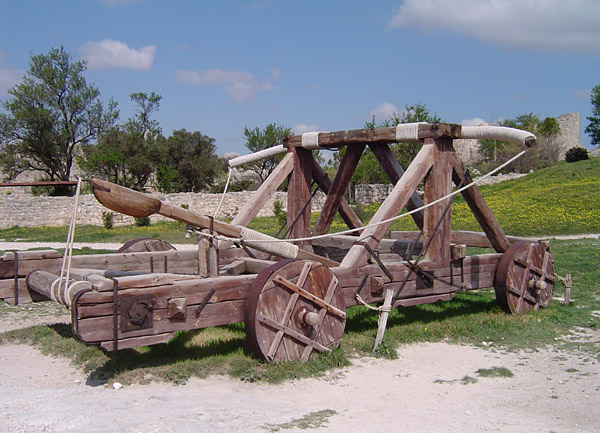
یک منجنیق

منجنیق (معرب مَنجِنیک) اسلحه‌ای باستانی است که برای پرتاب اشیاء بدون نیاز به مواد منفجره استفاده می‌شد و از پرکاربردترین ابزارهای محاصره محسوب می‌شود. به گفته مورخان منجنیق در سال ۳۹۹ قبل از میلاد توسط دیونیسوس یکم در شهر سیراکوزِ سیسیل اختراع شده‌است.
منجنیق‌های اولیه، فقط توانایی پرتاب اشیای کوچکی مانند سنگ‌های ۵ تا ۱۲ کیلوگرمی را داشتند، اما رفته‌رفته بر توان آن‌ها افزوده شد و منجنیق‌های جدید نظیر خرکمان و کشکنجیر، که همانند تیر و کمان کار می‌کردند، می‌توانستند سنگ‌های گداخته و با وزنی تا حدود ۵۰ کیلوگرم را پرتاب کنند. با وجود اینکه انگلیسی‌ها و چینی‌ها باروت داشتند و با توپ و موشک‌های فتیله‌ای دشمن را هدف قرار می‌دادند، ولی هنوز منجنیق ایمن‌تر و قوی‌تر بود. البته وسایلی نیز بوده‌اند که چوب بلند سنباده شکلی داخل آن‌ها قرار می‌دادند که از آن برای تخریب دیوارها استفاده می‌کردند، ولی منجنیق‌ها بیشتر برای کشتن تعداد زیادی سرباز یا تخریب سریع بناها استفاده می‌شده‌است. کم‌کم با رسیدن تفنگ و باروت به سراسر جهان، منجنیق‌ها به‌شکل توپ درآمدند و با پرتاب گلوله‌های بزرگی که داغ بودند، قدرت تخریبیِ بسیاری داشتند.
کلمه منجنیق(Catapult) از کلمه لاتین «catapulta» گرفته شده‌است که به نوبه خود از یونانی باستان یونانی می‌آید